# Afrodyta (powieść)

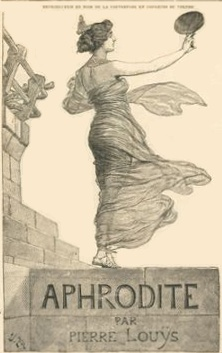
Strona tytułowa wydania francuskiego

Afrodyta (fr. Aphrodite) – powieść francuskiego pisarza Pierre’a Louÿsa wydana w 1896 roku. Opisuje życie kurtyzan w starożytnej Aleksandrii. To pierwsza książka, która przyniosła autorowi większy rozgłos i sławę.
Głównym bohaterem książki jest Demetriusz, niezwykle przystojny i atrakcyjny w oczach kobiet mężczyzna.
Książkę przetłumaczono m.in. na język polski i wydano w 1920 roku.